# Steffen Bogs
Steffen Bogs, né le 8 octobre 1965 à Rostock, est un rameur d'aviron allemand ayant représenté l'Allemagne de l'Est.

## Palmarès

### Jeux olympiques
- 1988 à Séoul
  -  Médaille de bronze en quatre de couple[1]